# Invernessi repülőtér
Az Invernessi repülőtér (IATA: INV, ICAO: EGPE) Skócia egyik nemzetközi repülőtere, amely Inverness közelében található. Éves utasforgalma 699 982 fő (2022).

## Futópályák
A repülőtér futópályái:
- 05/23 (1887 m, 46 m, aszfalt)
- 11/29 (700 m, 18 m, aszfalt)

## Forgalom
Az utasforgalom az elmúlt években az alábbi módon változott:
| Utasok száma | 31 356 | 50 085 | 124 748 | 141 910 | 192 883 | 270 796 | 363 415 | 670 752 | 669 364 | 699 982 |
|              | 1961   | 1968   | 1975    | 1981    | 1988    | 1995    | 2002    | 2008    | 2015    | 2022    |